# Carte poștală

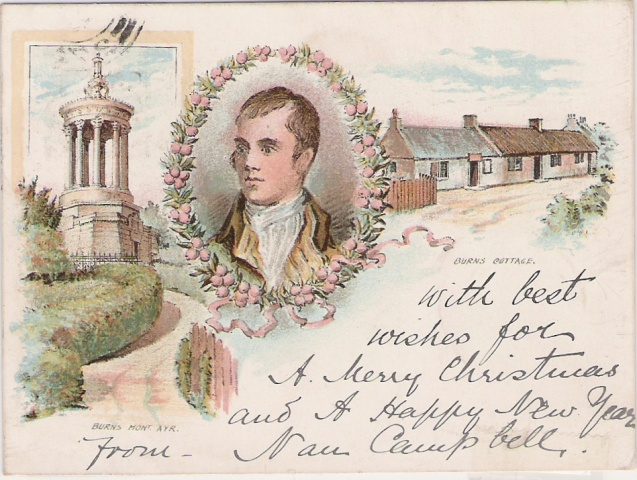
Carte poștală din 1899

O carte poștală este o bucată de hârtie sau de carton de regulă în formă dreptunghiulară sau pătrată, suport pentru comunicare sub forma de corespondență deschisă (este expediată fără plic).

## Caracteristici
Scopul ei actual este atât acela de a transmite adresantului mesajul expeditorului cât și acela de a furniza primului imagini care să exemplifice locul unde se află expeditorul.
La origine, acest tip de corespondență rapidă a apărut datorită faptului că taxele pentru cărți poștale erau inferioare corespondenței în plic. Primele cărți poștale nu erau ilustrate.
Cărțile poștale retrase din circulație pot servi colecționarilor, organizați uneori în cartocluburi. Ele pot avea un rol în restituirea memoriei vizuale comunitare.

## Istoric
Pe 1 octombrie 1869, conducerea de servicii poștale din Austro-Ungaria introduce prima carte poștală din lume. La 26 ianuarie 1869, Emmanuel Hermann, profesor de economie la Academia Militară din Viena, într-o publicație periodică propune administrației poștale naționale „un nou procedeu de corespondență poștală”. Serviciul poștal austriac, ținând cont de propunerea lui Heinrich von Stephan și de prețul propus de Emmanuel Hermann, la 1 octombrie 1869 emite prima carte poștală din lume. Era din hârtie de culoare gălbuie, mărimea 123 x 83 mm, cu inscripția Korrespondenz – Karte, la prețul de doi creițari (o jumătate din prețul necesar expedierii unei scrisori).
Noul gen de corespondență a avut succes imediat (peste 9 milioane au fost vândute în primul an), fiind acceptat și în alte țări: în 1870 în Marea Britanie, Finlanda, Elveția, în 1871 în Canada, Belgia, Olanda, Danemarca, în 1872 în Rusia, Suedia, Norvegia, Chile, în 1873 în România, Franța, Germania, Spania, Serbia, SUA, în 1874 în Italia ș.a.m.d. 
Istoria cărții poștale în România începe cu „Legea asupra cărților de poștă”, aprobată prin Decretul nr. 789 din 31 martie 1873 (același an în care s-au emis primele cărți poștale în SUA, Franța, Germania, Spania și Serbia). În primele cinci luni s-au vândut 41.500 de exemplare. Prima carte poștală ilustrată la noi a fost de producție manufacturieră (necirculată), fiind concepută și realizată „manu propria” de poetul Al. Macedonski, în anul 1888. Câțiva ani mai târziu, la 29 august 1894, a fost emisă prima carte poștală românească, oficială, producție de serie. Ea fost pusă în vânzare odată cu inaugurarea, la București, a Expoziției Cooperatorilor Români, prilej cu care a avut loc și prima expoziție filatelică oficială. A fost tipărită pe trei variante de carton (roșu, galben și albastru), în ediție limitată, și a avut un caracter ocazional, după cum reiese din textul însoțitor: „București 1894. Amintire de la Expoziția Cooperatorilor“. De altfel, imaginea reprezenta chiar pavilionul expoziției din Cișmigiu.
În anul 1895, librăria lui Carol Muller din București pune în vânzare cărți poștale ilustrate „Souvenir de Bucarest” și „Souvenir de Sinaia”, cu 2 lei bucata, considerate de specialiștii români ca fiind primul set de cărți poștale ilustrate litografiate din București. De remarcat că prețul era destul de piperat (2 lei/ aur însemna cam 26 de dolari), în comparație cu cel al unei cărți poștale neilustrate, aceasta costând 10 bani cu tot cu timbru poștal. Cărțile poștale ilustrate erau, așadar, un fel de produse „de fițe”. 
Prețurile la care se comercializează cărțile poștale de colecție variază, în principiu, în funcție de anul editării și numărul de exemplare puse în circulație la vremea respectivă. Astfel, întâlnim cărți poștale din anii ’50-’60 scoase la vânzare cu 1-2 lei, editări interbelice cu prețuri variind între 10 și 100 de lei, dar și unele, fie din aceeași perioadă, fie chiar mai vechi, al căror preț pare nefiresc de mare sau de mic. O vedere din Moreni, de pildă, datată 1922, costă 120 de lei, iar o carte poștală cu o imagine din războiul româno-bulgar (trecerea Dunării la Zimnicea, de către trupele române) - doar 45 de lei. Printre cele mai frecvente imagini de cartofilie se numără cele care reprezintă insula Ada-Kaleh. Ea a fost imortalizată de nenumărate ori, începând din secolul al XIX-lea până în anul 1970, când a fost înghițită de apele barajului de la Porțile de Fier. Există vederi cu dispăruta insulă din 1899 (120 lei), din 1918 (50 lei), din 1924 (50 lei), din 1927 (40 lei), din 1950 (40 lei) etc.